# Pseudopaludicola
Pseudopaludicola — рід жаб родини свистунових (Leptodactylidae). Включає 26 видів. Поширені в Південній Америці.

## Етимологія
Родова назва Pseudopaludicola походить від грец. ψευδος «хибний»; та назви роду Paludicola Wagler, 1830.

## Поширення
Рід включає види, що трапляються в північній і центральній частині Південної Америки (Колумбія, Венесуела, Гаяна, південний захід Суринаму, північний схід Перу, східна Болівія, Парагвай, більша частина Бразилії, північно-східна і центральна Аргентина та Уругвай).

## Опис
Невеликі жаби, максимальна довжина яких досягає 22 мм. Синапоморфією, що визначає цей рід, є сильно збільшений горбок на зовнішньому краї передпліччя (тобто гіпертрофований антебрахіальний горбок).

## Види
- Pseudopaludicola ameghini (Cope, 1887)
- Pseudopaludicola atragula Pansonato, Mudrek, Veiga-Menoncello, Rossa-Feres, Martins & Strüssmann, 2014
- Pseudopaludicola boliviana Parker, 1927
- Pseudopaludicola canga Giaretta & Kokubum, 2003
- Pseudopaludicola ceratophyes Rivero & Serna, 1985
- Pseudopaludicola coracoralinae Andrade, Haga, Lyra, Carvalho, Haddad, Giaretta & Toledo, 2020
- Pseudopaludicola facureae Andrade & Carvalho, 2013
- Pseudopaludicola falcipes (Hensel, 1867)
- Pseudopaludicola florencei Andrade, Haga, Lyra, Leite, Kwet, Haddad, Toledo & Giaretta, 2018
- Pseudopaludicola giarettai Carvalho, 2012
- Pseudopaludicola hyleaustralis Pansonato, Morais, Ávila, Kawashita-Ribeiro, Strussmann & Martins, 2012
- Pseudopaludicola ibisoroca Pansonato, Veiga-Menoncello, Mudrek, Jansen, Recco-Pimentel, Martins & Strüssmann, 2016
- Pseudopaludicola jaredi Andrade, Magalhães, Nunes-de-Almeida, Veiga-Menoncello, Santana, Garda, Loebmann, Recco-Pimentel, Giaretta & Toledo, 2016
- Pseudopaludicola javae Silva, Andrade, Painkow, Dantas, Haga & Garda, 2023
- Pseudopaludicola jazmynmcdonaldae Andrade, Silva, Koroiva, Fadel & Santana, 2019
- Pseudopaludicola llanera Lynch, 1989
- Pseudopaludicola matuta Andrade, Haga, Lyra, Carvalho, Haddad, Giaretta & Toledo, 2018
- Pseudopaludicola mineira Lobo, 1994
- Pseudopaludicola motorzinho Pansonato, Veiga-Menoncello, Mudrek, Jansen, Recco-Pimentel, Martins & Strüssmann, 2016
- Pseudopaludicola murundu Toledo, Siqueira, Duarte, Veiga-Menoncello, Recco-Pimentel & Haddad, 2010
- Pseudopaludicola mystacalis (Cope, 1887)
- Pseudopaludicola pocoto Magalhães, Loebmann, Kokubum, Haddad & Garda, 2014
- Pseudopaludicola pusilla (Ruthven, 1916)
- Pseudopaludicola restinga Cardozo, Baldo, Pupin, Gasparini & Haddad, 2018
- Pseudopaludicola saltica (Cope, 1887)
- Pseudopaludicola ternetzi Miranda-Ribeiro, 1937